# Miniopterus natalensis
Miniopterus natalensis är en fladdermusart i familjen läderlappar som beskrevs av A. Smith 1834. Taxonet bör troligen uppdelas i tre olika arter.
Arten listades tidigare som underart till Schreibers fladdermus (Miniopterus schreibersii).  Mammal Species of the World listar två underarter för Miniopterus natalensis.

## Utseende
Miniopterus natalensis har i princip samma utseende som Miniopterus fraterculus. Den är med en genomsnittlig kroppslängd (inklusive svans) av 113,6 mm lite större än Miniopterus fraterculus men den har kortare bakfötter. Underarmarna är cirka 45 mm långa och svansen är helt omsluten av den del av flygmembranen som ligger mellan bakbenen. Arten saknar en hudflik (bladet) på näsan. Beroende på utbredning och årstid kan pälsen på ovansidan vara mörkbrun, mörkgrå, svartaktig eller rödbrun. Vid buken är pälsen lite ljusare. De trekantiga öronen har avrundade spetsar och en mörkgrå till svartbrun färg. Artens vingar är ganska smala.

## Utbredning och habitat
Denna fladdermus förekommer med flera från varandra skilda populationer på sydvästra Arabiska halvön samt i östra och södra Afrika. Förekomsten i Etiopien och Sudan behöver bekräftelse. Arten vistas i halvöknar, i torra och fuktiga savanner samt i buskskogar av Medelhavstyp.

## Ekologi
Hanar och honor vilar främst i grottor och de bildar där stora kolonier med 2500 eller fler medlemmar. Miniopterus natalensis hittas även vid liknande viloplatser som övergivna gruvor.

## Status
Några populationer hotas av habitatförstöring, intensiv bruk av insekticider eller störningar i grottorna. Hela beståndet listas av IUCN som livskraftig (LC).